# 2008亞洲小姐競選
第24屆亞洲小姐競選於12月4日和12月7日在亞洲電視之大埔廠廈舉行，這一屆引入由全球觀衆投票所選出本屆亞洲小姐。比賽分為上下兩篇，上篇由全球觀衆投票選出最高票數五名佳麗進入下篇，成為下篇的前八名。其餘落選佳麗要在上篇和下篇之間的一個星期內進行拉票，在這一個星期內最高票數的三名佳麗會入選下篇的前八名。由2007年度亞洲小姐張家瑩為新一屆亞洲小姐姚佳雯加冕。

## 比賽結果
| 比賽結果         | （佳麗編號）佳麗名字 |
| ---------------- | -------------------- |
| 2008年度亞洲小姐 | - 1號姚佳雯          |
| 亞軍             | - 3號顏子菲          |
| 季軍             | - 9號賴琳恩          |
| 第4名            | - 6號袁小曼          |
| 第5名            | - 5號徐妮雅          |
| 第6名            | - 16號趙楊           |
| 第7名            | - 4號姚鳳鳳          |
| 第8名            | - 18號陳莎           |

## 上篇選出之前五名
- 1號姚佳雯
- 3號顏子菲
- 6號袁小曼
- 9號賴琳恩
- 16號趙楊